# Mikey Craig
Michael "Mikey" Craig, född 15 februari 1960 i Hammersmith i London, är en brittisk musiker som var basist i Culture Club under 1980-talet tillsammans med Boy George, Roy Hay och Jon Moss. Craig har ursprung från Jamaica. 